# Matías Arrúa
Matías Nicolás Arrúa (Mar del Plata, Provincia de Buenos Aires, Argentina; 16 de abril de 1983) es un exfutbolista argentino. Jugaba como mediocampista ofensivo y su primer equipo fue Quilmes de Mar del Plata. Su último club antes de retirarse fue Ferro de General Pico.

## Trayectoria
Comenzó su carrera futbolística en Quilmes de Mar del Plata, que participa en la Liga Marplatense de fútbol. Luego pasó a otro equipo marplatense Alvarado, del Torneo Argentino B. De ahí en adelante, participó en una gran cantidad de clubes nacionales, los cuales jugaban en categorías menores del fútbol argentino, con la excepción de Unión de Santa Fe, de la Primera B Nacional, en el cual vistió su camiseta desde 2007 hasta 2010.
En 2013, tras sus peripecias en su tierra natal, Arrúa comienza su carrera en el fútbol chileno, firmando por Curicó Unido de la Primera B, consiguiendo extender su vínculo hasta finales de 2014. Después, sus siguientes clubes en el país fueron Deportes Temuco, Unión La Calera, San Marcos de Arica y su actual institución, Ñublense, de la segunda categoría chilena. 
2022/ llega como asistente técnico a Gimnasia y esgrimista (j) que milita la primera nacional,segunda categoría del fútbol argentino.

## Clubes

### Estadísticas
- Actualizado al final de su carrera deportiva

| Club                        | Div.                | Temporada           | Liga | Liga | Copa Nacional | Copa Nacional | Copa Internacional | Copa Internacional | Total | Total |
| Club                        | Div.                | Temporada           | PJ   | G    | PJ            | G             | PJ                 | G                  | PJ    | G     |
| --------------------------- | ------------------- | ------------------- | ---- | ---- | ------------- | ------------- | ------------------ | ------------------ | ----- | ----- |
| Alvarado Argentina          |                     |                     |      |      |               |               |                    |                    |       |       |
| 4.ª                         | 2004/05             | 5                   | 0    | -    | -             | -             | -                  | 5                  | 0     |       |
| Total                       | Total               | 5                   | 0    | -    | -             | -             | -                  | 5                  | 0     |       |
| Cadetes Argentina           |                     |                     |      |      |               |               |                    |                    |       |       |
| 4.ª                         | 2006/07             | 30                  | 10   | -    | -             | -             | -                  | 30                 | 10    |       |
| Total                       | Total               | 30                  | 10   | -    | -             | -             | -                  | 30                 | 10    |       |
| Unión Argentina             |                     |                     |      |      |               |               |                    |                    |       |       |
| 2.ª                         | 2007/08             | 13                  | 1    | -    | -             | -             | -                  | 13                 | 1     |       |
| 2.ª                         | 2008/09             | 24                  | 1    | -    | -             | -             | -                  | 24                 | 1     |       |
| 2.ª                         | 2009/10             | 4                   | 0    | -    | -             | -             | -                  | 4                  | 0     |       |
| Total                       | Total               | 41                  | 2    | -    | -             | -             | -                  | 41                 | 2     |       |
| Unión (MdP) Argentina       |                     |                     |      |      |               |               |                    |                    |       |       |
| 3.ª                         | 2010/11             | 29                  | 6    | -    | -             | -             | -                  | 29                 | 6     |       |
| Total                       | Total               | 29                  | 6    | -    | -             | -             | -                  | 29                 | 6     |       |
| Boca (RG) Argentina         |                     |                     |      |      |               |               |                    |                    |       |       |
| 4.ª                         | 2011/12             | 29                  | 4    | -    | -             | -             | -                  | 29                 | 4     |       |
| Total                       | Total               | 29                  | 4    | -    | -             | -             | -                  | 29                 | 4     |       |
| Unión (S) Argentina         |                     |                     |      |      |               |               |                    |                    |       |       |
| 4.ª                         | 2012/13             | 13                  | 5    | -    | -             | -             | -                  | 13                 | 5     |       |
| Total                       | Total               | 13                  | 5    | -    | -             | -             | -                  | 13                 | 5     |       |
| Curicó Unido · Chile        |                     |                     |      |      |               |               |                    |                    |       |       |
| 2.ª                         | 2013                | 15                  | 2    | -    | -             | -             | -                  | 15                 | 2     |       |
| 2.ª                         | 2013/14             | 28                  | 2    | 4    | 0             | -             | -                  | 32                 | 2     |       |
| Total                       | Total               | 43                  | 4    | 4    | 0             | -             | -                  | 47                 | 4     |       |
| Deportes Temuco · Chile     |                     |                     |      |      |               |               |                    |                    |       |       |
| 2.ª                         | 2014/15             | 26                  | 2    | 6    | 0             | -             | -                  | 32                 | 2     |       |
| Total                       | Total               | 26                  | 2    | 6    | 0             | -             | -                  | 32                 | 2     |       |
| Unión La Calera · Chile     |                     |                     |      |      |               |               |                    |                    |       |       |
| 1.ª                         | 2015/16             | 25                  | 4    | 5    | 1             | -             | -                  | 30                 | 5     |       |
| Total                       | Total               | 25                  | 4    | 5    | 1             | -             | -                  | 30                 | 5     |       |
| San Marcos de Arica · Chile |                     |                     |      |      |               |               |                    |                    |       |       |
| 2.ª                         | 2016/17             | 19                  | 2    | 1    | 0             | -             | -                  | 20                 | 2     |       |
| Total                       | Total               | 19                  | 2    | 1    | 0             | -             | -                  | 20                 | 2     |       |
| Ñublense · Chile            |                     |                     |      |      |               |               |                    |                    |       |       |
| 2.ª                         | 2017                | 13                  | 0    | 2    | 0             | -             | -                  | 15                 | 0     |       |
| 2.ª                         | 2018                | 6                   | 0    | 1    | 0             | -             | -                  | 7                  | 0     |       |
| Total                       | Total               | 19                  | 0    | 3    | 0             | -             | -                  | 22                 | 0     |       |
| Ferro (GP) Argentina        |                     |                     |      |      |               |               |                    |                    |       |       |
| 3.ª                         | 2018/19             | 3                   | 0    | 1    | 0             | -             | -                  | 4                  | 0     |       |
| Total                       | Total               | 3                   | 0    | 1    | 0             | -             | -                  | 4                  | 0     |       |
| Total en su carrera         | Total en su carrera | Total en su carrera | 282  | 39   | 20            | 1             | -                  | -                  | 302   | 40    |